# Henry Poulaille

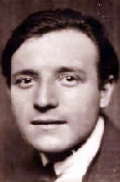
Henry Poulaille

Henry Poulaille (* 5. Dezember 1896 in Paris; † 30. März 1980 in Cachan) war ein französischer Schriftsteller.

## Leben und Werk
Henry Poulaille entstammte einer Arbeiterfamilie. Mit 12 Jahren bestand er den Volksschulabschluss (Certificat d’étude). Mit 14 verlor er Vater und Mutter. Ab 1916 wurde er zum Kriegsdienst eingezogen, verwundet und mit der Croix de guerre ausgezeichnet. Nach dem Krieg lebte er von der Hand in den Mund. Als begeisterter Leser von Zola, Tolstoi und anderen wurde er 1923 von Frédéric Lefèvre an den Verlag Grasset vermittelt, stieg dort zum inoffiziellen literarischen Leiter auf und blieb es bis 1956.
Ab 1925 schrieb Poulaille selbst Erzählungen und Romane und engagierte sich im Umkreis des Kommunismus und des Anarchismus. Über die Begegnung mit Marcel Martinet (1887–1944) kam es zu seinem Engagement für die Arbeiterliteratur. Dabei setzte er sich von dem als bürgerlich gebrandmarkten literarischen Populismus von Léon Lemonnier (1890–1953) und André Thérive ab und sprach sich 1930 in dem Essay Nouvel Âge littéraire (Neues Zeitalter der Literatur) für eine von autodidaktisch gebildeten Arbeitern (und nicht von bürgerlichen Literaten) geschaffene Literatur aus, wie sie zum Beispiel der von ihm geförderte Belgier Constant Malva verkörperte. In besonderer Weise setzte er sich für Charles Ferdinand Ramuz ein. Sein eigener Beitrag waren die 4 Bände des autobiographischen Romanzyklus Pain quotidien – Pain de soldat (1931–1938), mit dem er großen Erfolg hatte und dessen erster Band auch ins Deutsche übersetzt wurde.
Poulaille gründete zahlreiche, meist kurzlebige Zeitschriften, darunter Nouvel Âge (1931), Prolétariat (1933), A contre-courant (1935–1936) und Maintenant (1945–1948) sowie (mit Arnold van Gennep) die Revue des traditions populaires (1949–1950). Letztere entsprang seinem ab 1940 geweckten Interesse für die Folklore und insbesondere seinen Forschungen über die historische Volkskultur der Weihnachtslieder (französisch: noëls).

## Werke (Auswahl)
- Âmes neuves. B. Grasset, Paris 1925. (Erzählungen)
  - (deutsch) Kinderschicksal. Berlin 1928. (übersetzt von Lina Frender)
- Ils étaient quatre. Grasset, Paris 1925. Denoël, Paris 1950. 1952. Le Goût de l’être, Amiens 1986.
- L’Enfantement de la paix. Roman. Grasset, Paris 1926.
- (deutsch) Die Geburtsstunde des Friedens. P. Zsolnay, Wien 1927. (übersetzt von Lina Friedlaender-Frender; Einleitung von Heinrich Mann)
- Charles Chaplin. Grasset, Paris 1927. Charlot. Paris 1931.
- Il était une fois... Livre de lecture pour les enfants qui ne veulent pas apprendre à lire. Éditions des Portiques, Paris 1928.
- Le Train fou, roman-film. Grasset, Paris 1928.
- Nouvel âge littéraire. Valois, Paris 1930. Plein Chant, Bassac 1986.
- Le pain quotidien. 1903–1906. Grasset, Paris 1931. 1943.
  - (deutsch) Das tägliche Brot. Zürich 1938 (übersetzt von Ferdinand Hardekopf). Berlin. Jena 1950 (übersetzt von Jürgen Schüddekopf, 1909–1962).
- Le pain quotidien. Les damnés de la terre. 1906–1910. 1935. 1945. Grasset, Paris 1986. Les Bons caractères, Pantin 2007.
- Pain de soldat. 1914–1917. Grasset, Paris 1937. 1995.
- Pain de soldat. Les rescapés, 1917–1920. 1938.
- Corneille sous le masque de Molière. B. Grasset, Paris 1957.
- Ahasvérus dans l’anonymat glorieux. Éditions du Midi, Tarbes 1974.
- Le feu sacré. Seul dans la vie à quatorze ans. Stock, Paris 1980. (Vorwort von Michel Ragon)

- La littérature et le peuple. Plein chant, Bassac 2003. (Vorwort von Jérôme Radwan)
- La littérature par le peuple de Marguerite Audoux à Joseph Voisin. Hrsg. Jean-Paul Morel, Jérôme Radwan und Patrick Ramseyer. Plein chant, Bassac 2013.

### Herausgeber
- La grande et belle bible des Noëls anciens. 3 Bde. A. Michel, Paris 1942–1951. Ressouvenances, Coeuvres 2010.
  - Bible des Noëls anciens, des origines au seizième siècle. Albin Michel, Paris 1942. Édition nouvelle. Club des éditeurs, Paris 1958.
  - La Grande et belle bible des Noëls anciens, XVIIe et XVIIIe siècles. A. Michel, Paris 1950.
  - Noëls régionaux et noëls contemporains. Albin Michel, Paris 1951.
- La fleur des chansons d’amour du XVIe siècle. Chansons sentimentales, chansons ironiques, chansons libres, chansons conservées par la tradition orale, chansons littéraires signées. B. Grasset, Paris 1943.
- (mit Régine Pernoud) Les Chansons de toile. XIIe siècle. J. Rogers, Bondy 1946.
- Éros, épines et roses de Villon aux libertins, jusqu’à Saint-Pavin. Paris 1949.
- Louis Nazzi. 1885–1913. Un précurseur de la littérature prolétarienne. E. Thomas, Bassac 1976.
  - Découvrons Louis Nazzi (1884–1913). Plein Chant, Bassac 2000.